# Vidinské carství
Vidinské carství (bulharsky Видинско царство Vidinsko carstvo) bylo v období středověku nevelký polonezávislý státní útvar a jedno ze dvou existujících bulharských carství v době upadající Druhé Bulharské říše. Toto severozápadní panství náleželo bulharským carům sídlícím ve městě Vidin a spolu s ním ovládalo i přilehlé okolí. Současně existovalo původní carství s legitimnějším nástupnictvím v dřívějším hlavním městě Tarnovo „Tarnovské carství“ – viz Druhá Bulharská říše. To ovládalo větší část někdejší rozlehlé říše rozprostírající se takřka od Černého moře na východě po Jaderské na západě.
Ve Vidinu sídlili a vládli carové z dynastie Šišmanovců, pouze s výjimkou let 1365–1369, kdy byl Vidin obsazen uherskými křižáky.
Takto decentralizovaný bulharský stát vydržel jen do přelomu 14. a 15. století. V roce 1396 pak byla obě carství jako ostatně celé Bulharsko dobyto Osmanskými Turky.